# Traço (álgebra linear)

O traço de uma matrix 4x4 destacado em vermelho. Por definição, ele corresponde à soma dos elementos da diagonal principal.

Na álgebra linear, o traço de uma matriz quadrada é a  função matricial que associa a matriz à soma dos elementos da sua diagonal principal. Se A=[aij], então
{\displaystyle \mathrm {tr} (A)=a_{11}+a_{22}+\dots +a_{nn}\,}.
O traço de uma aplicação linear num espaço vectorial de dimensão finita é o traço da matriz que representa essa aplicação em relação a uma dada base. Este traço está bem definido porque o traço de uma matriz é invariante por semelhanças (o que é uma consequência do facto de que tr(AB)=tr(BA), para quaisquer matrizes quadradas A e B da mesma ordem).

## Propriedades
- o traço é linear:

{\displaystyle tr(A+B)=tr(A)+tr(B)}
{\displaystyle tr(\alpha \cdot A)=\alpha \cdot tr(A)}, para {\displaystyle \alpha \in \mathbb {F} }
- o traço de uma matriz quadrada é igual ao da sua transposta:

{\displaystyle tr(A)=tr(A^{t})}
- o traço de uma matriz quadrada qualquer é igual à soma dos seus valores próprios (autovalores).[3]
- o traço de um produto de matrizes quadradas não depende da ordem do produto:

{\displaystyle tr(AB)=tr(BA)}
- Seja {\displaystyle \{e_{k}\}_{k=1}^{n}} uma base ortonormal para o espaço linear em questão, então a definição pode ser reescrita como:

{\displaystyle {\hbox{tr}}(A)=\sum _{k=1}^{n}\langle Ae_{k},e_{k}\rangle \,}

## Generalização
Seja {\displaystyle H\,} um espaço de Hilbert separável e {\displaystyle \{e_{k}\}_{k=1}^{\infty }\,} uma família ortonormal densa em {\displaystyle H\,}. O traço de um operador {\displaystyle A:H\to H\,} é definido como:
{\displaystyle {\hbox{tr}}(A)=\sum _{k=1}^{\infty }\langle Ae_{k},e_{k}\rangle \,} contanto que a série:
{\displaystyle \sum _{k=1}^{\infty }\|Ae_{k}\|\,} venha a convergir.
Um operador para o qual o traço está definido é chamado de operador classe tracial e é sempre compacto.